# Cancrinia tripinnatifida
Cancrinia tripinnatifida là một loài thực vật có hoa trong họ Cúc. Loài này được (Oliv.) Tzvelev mô tả khoa học đầu tiên năm 1961.